# جمعية قتل الزوجات (فلم)
جمعية قتل الزوجات هو فيلم مصري عُرض عام 1962، بطولة صلاح ذو الفقار وزهرة العلا، ومن تأليف يوسف السباعي، وإخراج حسن الصيفي.

## قصة الفيلم
تدور أحداث الفيلم في إطار كوميدي حول زوج وزوجته يعانيان من نزاعات دائمة فيما بينهما، ويلاحظ الزوج أن كل معارفه يعانون من نفس المشكلة مع زوجاتهم، فيقرر إنشاء جمعية سرية لقتل الزوجات، فيما تملك الزوجة البناية التي يسكنان بها وتصر على طرد ساكني السطح، وذلك لتأخرهم في دفع الإيجار، فيما تنشأ قصة حب بين أحدهم وابنة مالكي البناية.

## طاقم التمثيل
- صلاح ذو الفقار: (محمود)
- زهرة العلا: (بهية)
- حسين رياض: (نوح أفندي)
- ماري منيب: (أم عبده)
- حسن فايق: (الشيخ عجايب)
- زينات صدقي: (زكية ولعة)
- عبد المنعم إبراهيم: (سيد)
- سعيد أبو بكر: (قرقر)
- خيرية أحمد: (عديلة)
- إستفان روستي: (الخواجة مانولي)
- عبد الغني النجدي
- ضحى أمير
- عبد المنعم إسماعيل
- عبد المنعم بسيوني: (الضابط)
- حسين إسماعيل
- شوشو عز الدين: (الراقصة)
- محمود فرج: (الزوج المخدوع - ضيف شرف)
- رشوان مصطفى: (المأمور)
- محمد طه: (المغني)

## فريق العمل
- إخراج: حسن الصيفي
- تأليف: يوسف السباعي
- مدير التصوير: فؤاد عبد الملك
- مونتاج: عبد المنعم توفيق
- إنتاج: اعتماد خورشيد
- توزيع: المتحدة للسينما (صبحي فرحات)